# Thomas Parnell
Thomas Parnell (Dublino, 1º settembre 1679 – Chester, 24 ottobre 1718) è stato un poeta irlandese appartenente alla scuola cimiteriale, noto soprattutto per il suo poema A Night-Piece on Death, considerato la prima poesia sepolcrale pre-romantica.

## Biografia
Nato a Dublino, entrò al Trinity College di Cambridge all'età di tredici anni. Dopo la laurea, incontrò Alexander Pope e Jonathan Swift e contribuì alla redazione del famoso giornale The Spectator, uno dei primi e più famosi del tempo. Aiutò inoltre Pope nella traduzione dell'Iliade e Pope raccolse i suoi poemi nel 1721, dopo la morte dell'amico, pubblicandoli. Una biografia di Parnell è stata scritta da Oliver Goldsmith. La sua influenza su Thomas Gray e gli altri poeti della scuola cimiteriale fu enorme.

## Opere
- Hesiod; or, the Rise of Woman
- Song [1]
- Song [2]
- Song [3]
- Anacreontic [1]
- Anacreontic [2]
- A Fairy Tale, in the Ancient English Style
- To Mr Pope
- Health: an Eclogue
- The Flies: an Eclogue
- An Elegy to an Old Beauty
- The Book-Worm
- An Allegory on Man
- An Imitation of some French Verses
- A Night-Piece on Death
- A Hymn to Contentment
- The Hermit